# Krzysztof Kiljański
Krzysztof Stanisław Kiljański (Nowa Sól, 5 november 1967) is een Pools zanger.
Voor het nummer Prócz ciebie, nic, dat hij samen met de Poolse zangeres Kayah zong, ontving hij onder andere de Superjedynki en de Fryderyk. Beiden belangrijke muziekprijzen in Polen.

## Discografie

### Albums
| Jaar | Album                           | Certificaat               |
| ---- | ------------------------------- | ------------------------- |
| 2005 | - Kolędy - Uitgever: Kayax      | -                         |
| 2005 | - In the room - Uitgever: Kayax | Platinum Plaat (100 000+) |

### Singles
| Jaar | Titel                   | Opmerking              |
| ---- | ----------------------- | ---------------------- |
| 2009 | I Wanna Be Loved by You | ft. Olgą Szomańską     |
| 2008 | Podaruj mi              | ft. Veronique La Berre |
| 2006 | Otulmy się miłością     |                        |
| 2004 | Prócz ciebie, nic       | ft. Kayah              |

- International Standard Name Identifier: 0000 0001 3099 5246
- MusicBrainz: cd33903d-c713-4ec9-a4d9-c8e559a49edb
- Nationale Bibliotheek van Polen: a0000001990076
- Virtual International Authority File: 302226178